# Mahawewa Division
Mahawewa Division är en division i Sri Lanka.   Den ligger i distriktet Puttalam District och provinsen Nordvästprovinsen, i den västra delen av landet, 60 km norr om huvudstaden Colombo. Antalet invånare är 50 628.